# Луїджі Кастаньйола
Луїджі Кастаньйола (італ. Luigi Castagnola, 14 березня 1953) — італійський ватерполіст.
Срібний призер Олімпійських Ігор 1976 року.
Бронзовий призер Чемпіонату світу з водних видів спорту 1975 року.
Бронзовий призер Чемпіонату Європи з водного поло 1977 року.
Переможець Середземноморських ігор 1975 року.